# Cadalau de Friül
Cadalau (Cadolah o Cadalaus, també Cadolach, Chadalhoh o Chadolah) (mort 819) fou duc de Friül des 817 fins a la seva mort. Era fill d'un comte Bertold (Pera[h]told) i d'una Ahalolfinger.
Fou patró o protector del monestir de Saint Gall. Amb el seu germà Uuagó (Wago), va donar propietats en el poble de Wanga a favor del monestir, per carta de 23 d'octubre de 805. També va fer una donació el 17 de novembre de 817, temps en el qual portava el títol de comte (comes) i on encarregava seu fill, Bertold, de fer donacions en nom seu, després de la seva mort.
En aquells dies, ja havia estat posat a càrrec de Dalmàcia, on va ser el governant local en el moment en què una ambaixada de Constantinoble va creuar pel país camí a la cort de Lluís el Pietós (816). Algun temps després d'això, probablement el 817, va ser creat duc de Friül. Eginard l'anomena Cadolaum comitem et præfectum marcæ Foroiuliensis ("Cadolah, compte i prefecte de la marca friulana") el 818. Eginard més tard li diu Foroiuliensis dux quan recorda la seva mort després de tornar d'una campanya contra Ljudevit Posavski, duc dels croats de Panònia, el 819. D'acord amb la Vita Hludovici imperatoris, Cadolah va ser reemplaçat per Baldric.